# Japan Today
El Japan Today es un periódico digital japonés, con sede en Tokio. Lanzado en septiembre de 2000, el Japan Today publica información de carácter general, muchas de ellas noticias e historias procedentes de agencias de noticias como Kyodo News o Associated Press. El diario, que es propiedad GPlus Media Co, se publica en idioma inglés.